# Banntag
Der Banntag ist ein Brauch in vielen Gemeinden des schweizerischen Kantons Basel-Landschaft, dem Zürcher Unterland, insbesondere im Furttal, und auch im solothurnischen Schwarzbubenland.
An Auffahrt oder einem anderen bestimmten Tag des Monates Mai umschreiten die Bürger (lange Zeit durften nur die Männer daran teilhaben) einer Gemeinde in Rotten aufgeteilt einen Teil der Gemeindegrenze. Akustisch werden diese von Trommel- und Pfeiferklängen sowie vom Knallen aus Vorderladern und Guidenpistolen begleitet. Ursprünglich war es Bürgerpflicht, eine Grenzbegehung durchzuführen, d. h. regelmässig zu kontrollieren, ob die Grenzsteine nicht mutwillig durch die Nachbarn verschoben wurden. Gleichzeitig wurde (bis zur Reformation) vom Dorfpfarrer eine Flursegnung durchgeführt. Mit der Einführung der modernen Vermessung verlor dieser Brauch an Bedeutung und ging mancherorts verloren. In der zweiten Hälfte des 20. Jahrhunderts wurde er in vielen Gemeinden wiederentdeckt und meist zu einem Volks- und Familienfest umgestaltet.
Die urtümlichste Form des Banntags findet sich in Liestal, der einzigen Gemeinde, in welcher der Banntag kommunaler Feiertag ist, und eine der wenigen Gemeinden, in denen am Banntag noch geschossen wird; die Teilnahme ist in Liestal Männern vorbehalten. Ebenfalls in Sissach, jeweils am Samstag vor Auffahrt, findet der Banntag ohne Frauen, aber mit viel "Geböllere" statt.